# Schwalbenstarverwandte
Die Schwalbenstarverwandten (Artamidae) sind eine Familie von Singvögeln, die in Südostasien, Neuguinea, Australien und auf den Fidschi-Inseln heimisch sind. Sie umfasst sechs Gattungen mit 24 Arten.

## Merkmale
Der große bis mittelgroße Körper der Schwalbenstarverwandten ist zylindrisch eiförmig. Die meisten Mitglieder dieser Gruppe haben einen ausgeprägten silberblau-blauen Schnabel mit einer gestuften schwarzen Spitze. Das Gefieder ist meist durch kräftige Muster charakterisiert. Die meisten Arten sind dominierend schwarz, braun oder grau mit einer kontrastierenden weißen Tönung. Die Würgerstare der Gattung Peltops zeigen ein rötliches Gefieder. Die langen Flügel sind bei den eigentlichen Schwalbenstaren (Artamus) spitz, bei den anderen Gattungen breit. Der Schwanz ist kurz bis mittellang. Der Schnabel mittellang bis lang, ziemlich dick und in den meisten Gruppen hakenförmig. Bei den Artamus-Arten ist er dünner und ohne Haken. Der Kopf ist groß. Der Hals ist kurz und dick. Die Beine sind kurz bis mittellang. Die Füße sind dick. Die Geschlechter ähneln sich bei den meisten Arten, bei einigen sind die Männchen jedoch heller gefärbt.

## Systematik

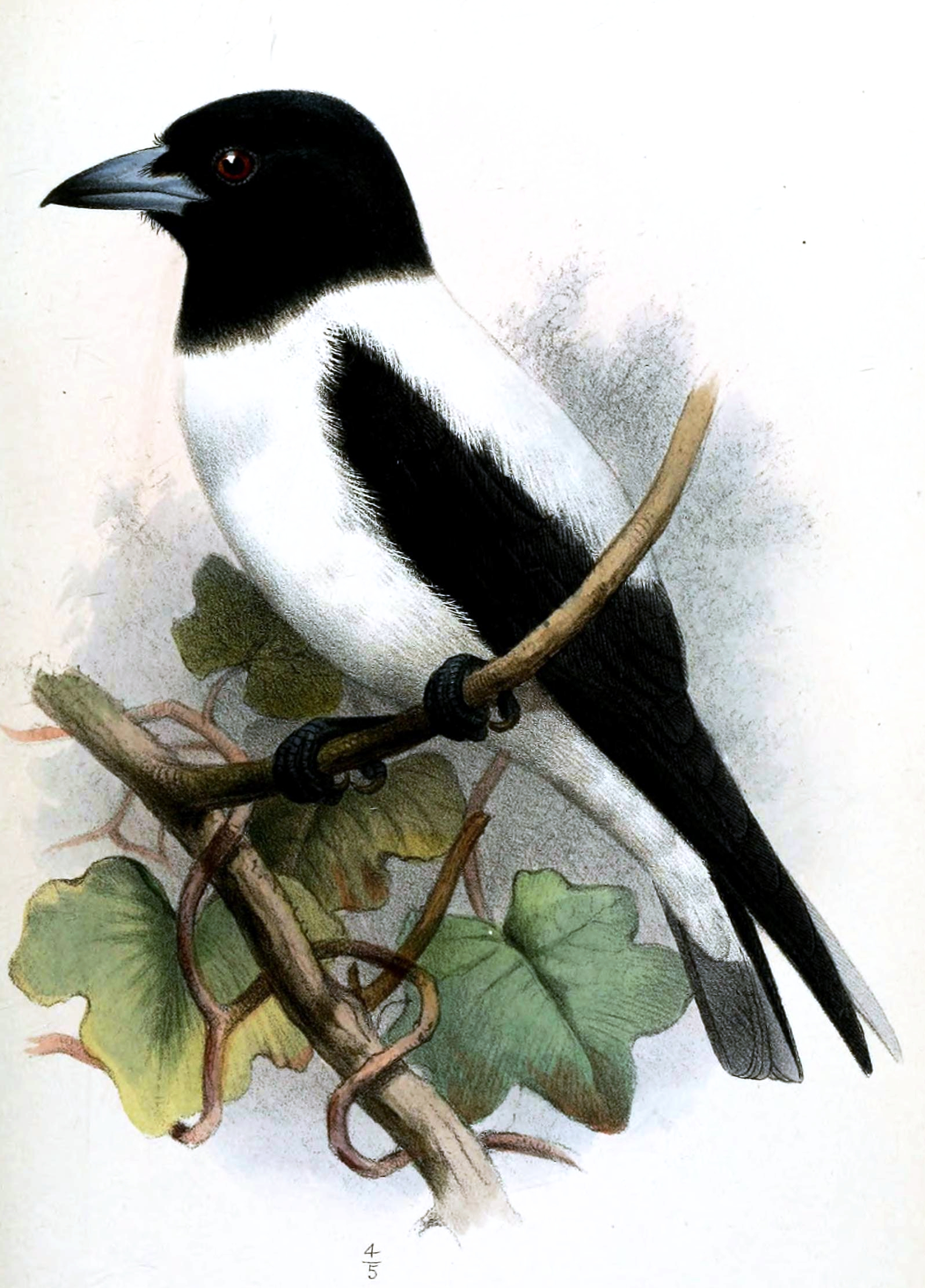
Bismarck-Schwalbenstar (Artamus insignis)

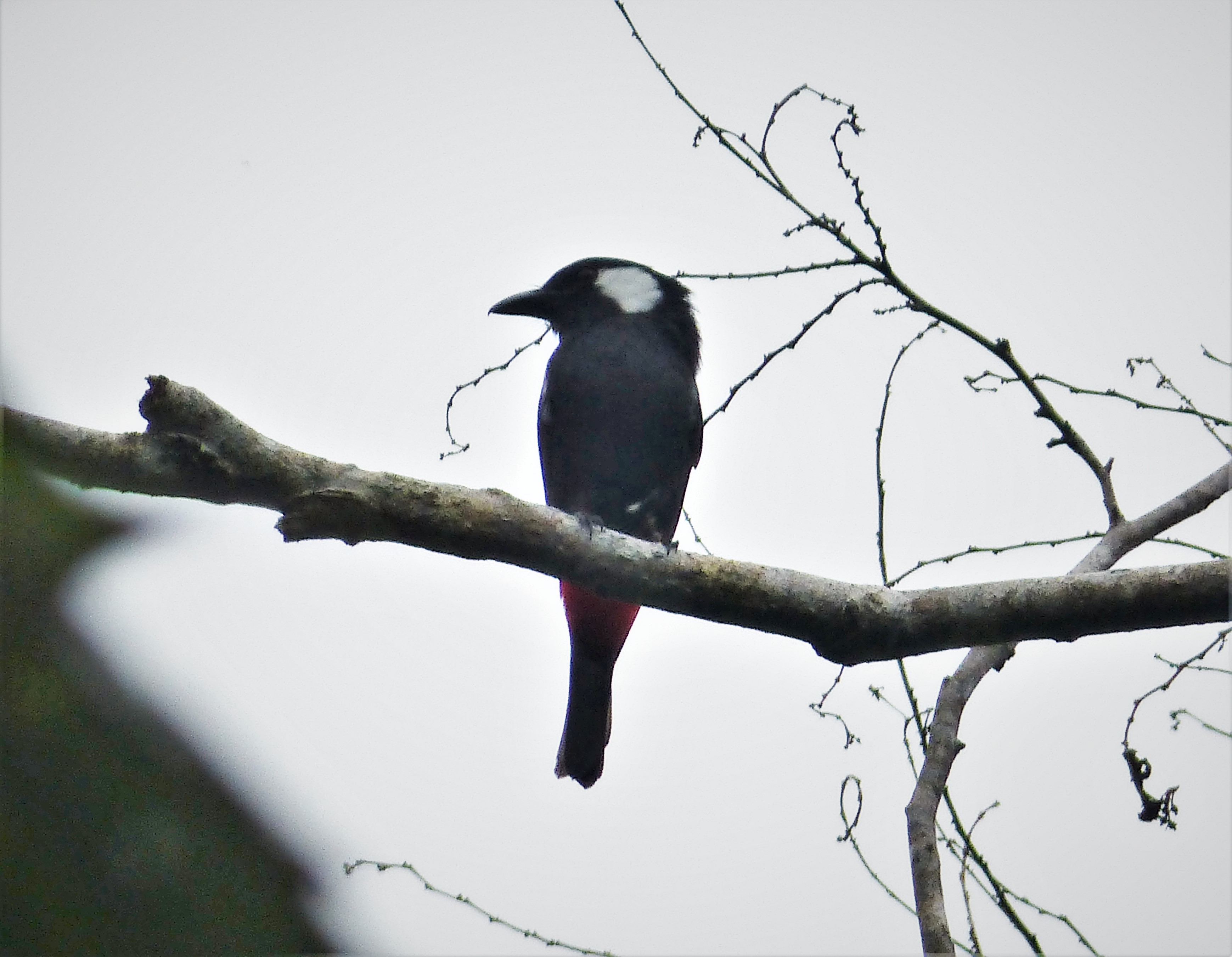
Waldwürgerstar (Peltops blainvillii)

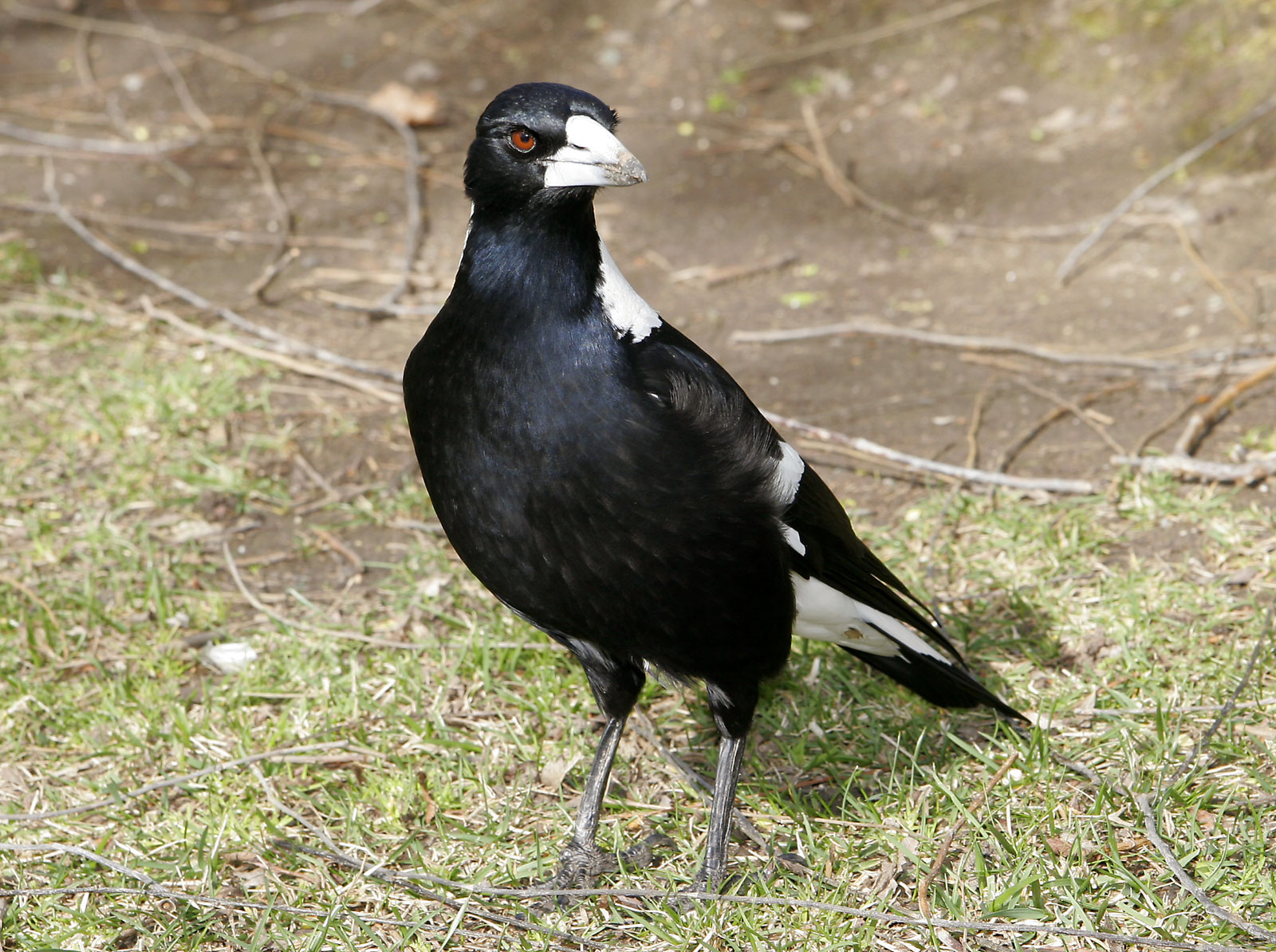
Flötenkrähenstar (Gymnorhina tibicen)

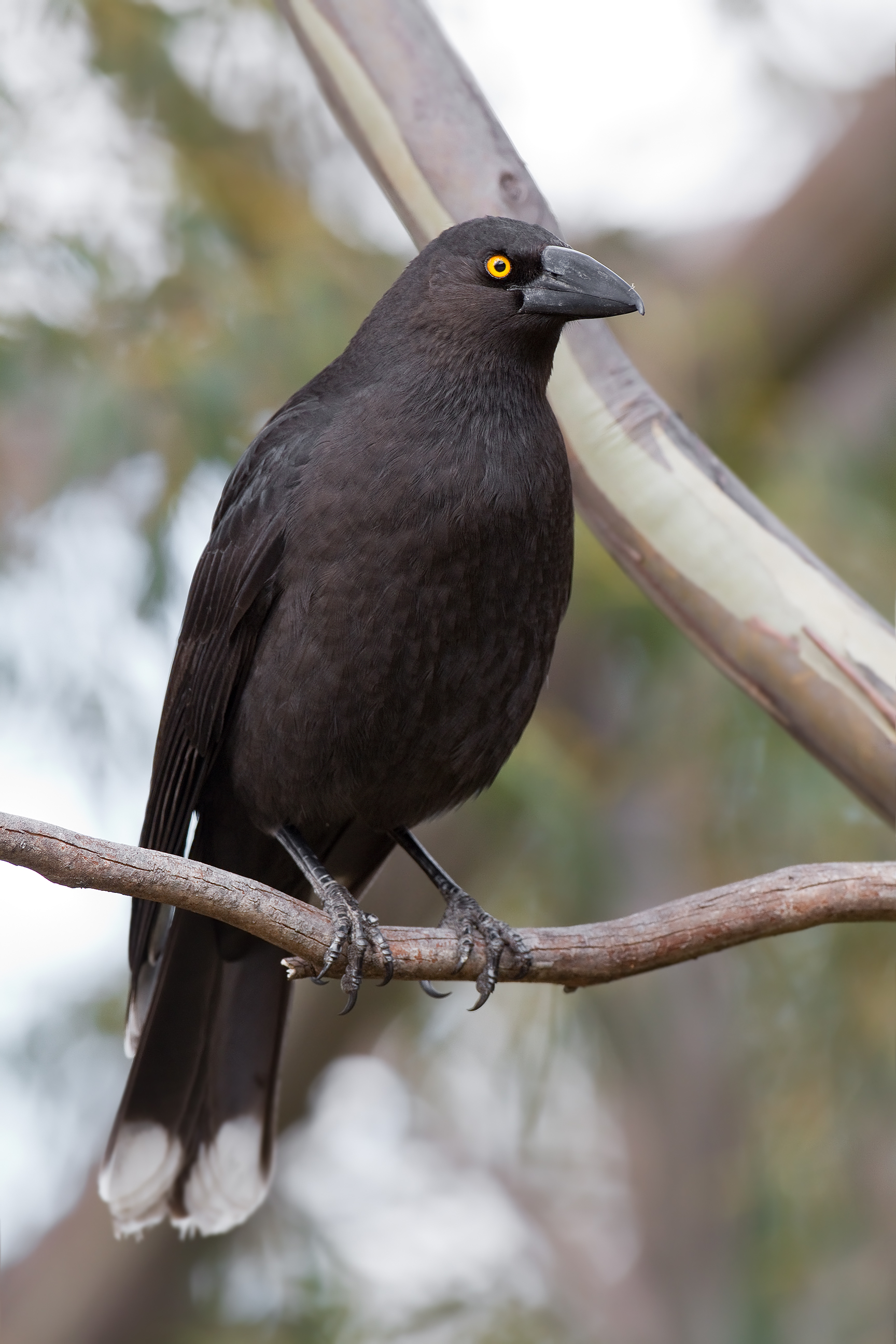
Tasmankrähenstar (Strepera fuliginosa)

### Äußere Systematik
Die Familie Artamidae ist Teil der großen und diversen Verbreitung der Überfamilie Corvoidea innerhalb der Singvögel. Diese gut studierte Gruppe wird manchmal als Vertreter einer eigenen Überfamilie Malaconotoidea angesehen. Die Schwalbenstarverwandten wurden verschiedentlich als Schwestertaxon der Familien Rhagologidae oder Machaerirhynchidae beziehungsweise als gemeinsame evolutionäre Klade mit Rhagologidae und Machaerirhynchidae angesehen. Beide Gruppen bilden wiederum ein Schwestertaxon zu den übrigen Gruppen der Corvoidea, die eine meist afrikanische und asiatische Verbreitung haben. Die Familie besteht aus sechs Gattungen (Schwalbenstare (Artamus), Würgerstare (Peltops) sowie den Krähenstaren der Gattungen Melloria, Cracticus Strepera und Gymnorhina). Melloria, Gymnorhina, Cracticus und Strepera bildeten früher die eigenständige Familie Cracticidae. Molekularphylogenetische Studien zeigten jedoch, dass diese Gruppen eindeutig zur Familie Artamidae gehören, wobei die Unterfamilien Cracticinae und Artaminae außerhalb der Gattung Peltops ein Schwestertaxon bilden. Die genauen Verwandtschaftsverhältnisse der Peltops-Arten Neuguineas sind noch nicht hinreichend geklärt.

### Innere Systematik
Es werden folgende Gattungen und Arten unterschieden:

#### Artamus
- Fidschi-Schwalbenstar (Artamus mentalis)
- Bismarck-Schwalbenstar (Artamus insignis)
- Grauschwalbenstar (Artamus fuscus)
- Maskenschwalbenstar (Artamus personatus)
- Riesenschwalbenstar (Artamus maximus)
- Rußschwalbenstar (Artamus cyanopterus)
- Schwarzgesicht-Schwalbenstar (Artamus cinereus)
- Weißbauch-Schwalbenstar (Artamus leucorynchus)
- Weißbrauen-Schwalbenstar (Artamus superciliosus)
- Weissrücken-Schwalbenstar (Artamus monachus)
- Zwergschwalbenstar (Artamus minor)

#### Peltops
- Waldwürgerstar (Peltops blainvillii)
- Bergwürgerstar (Peltops montanus)

#### Melloria
- Mangrovekrähenstar Melloria quoyi (wird manchmal als Mitglied der Gattung Cracticus angesehen)

#### Gymnorhina
- Flötenkrähenstar (Gymnorhina tibicen)

#### Cracticus
- Graurücken-Krähenstar (Cracticus torquatus)
- Silberrücken-Krähenstar (Cracticus argenteus)
- Schwarzrücken-Krähenstar (Cracticus mentalis)
- Schwarzkehl-Krähenstar (Cracticus nigrogularis)
- Papuakrähenstar (Cracticus cassicus)
- Louisiadenkrähenstar (Cracticus louisiadensis)

#### Strepera
- Weißbürzel-Krähenstar (Strepera graculina)
- Tasmankrähenstar (Strepera fuliginosa)
- Rußkrähenstar (Strepera versicolor)

## Lebensraum
Schwalbenstare leben in offenen Lebensräumen, insbesondere in Savannen und Wäldern, wobei verstreute Bäume als Sitzwarte dienen. Andere Arten bewohnen eine breitere Auswahl von Lebensräumen, vom offenen Buschland bis zum dichten Regenwald.

## Lebensweise
Es werden zwei funktionelle Gruppen unterschieden, die Insektenfresser (Artamus und Peltops) und diejenigen mit Hakenschnabel (Strepera, Gymnorhina und Cracticus), die große Wirbellose und kleine Wirbeltiere erbeuten sowie Vogelnester plündern. Auch Beeren, Samen und Nektar bereichern das Nahrungsangebot. Der Flötenkrähenstar ist dafür bekannt, Menschen zu attackieren, um sein Nest vor Eindringlingen zu verteidigen. Die Schwalbenstarverwandte sind im Allgemeinen monogam mit biparentaler Betreuung. Viele Arten in dieser Familie sind kooperative Brutvögel, die von selbstständigen Jungvögeln aus früheren Bruten bei der Nestverteidigung und Jungenfütterung unterstützt werden. Krähenstare weisen ein komplexes Pluralbrut-System auf, bei dem Gruppen mit mehreren Brutpaaren getrennte Nester in einem einzigen verteidigten Territorium bauen und die Aufgaben der Jungenfütterung unter den Nestern aufteilen. Die Schwalbenstarverwandte bauen im Allgemeinen einfache Schalennester, die hauptsächlich aus Stöcken und Zweigen errichtet und mit Gras, Ranken und anderem feinen Material ausgekleidet werden. Die Nester werden gewöhnlich in der großen Gabel eines Stammes oder Zweigs angelegt. Die Gelege bestehen im Allgemeinen aus 2 bis 5 Eiern.